# Cnastis
Cnastis (лат.) — род наездников-ихневомнид из подсемейства Poemeniinae (Ichneumonidae). Палеарктика и Юго-Восточная Азия.

## Описание
Наездники-ихневмониды средних размеров (1 см). От близких групп отличается следующими признаками: висок дорсально сильно скульптирован; все коготки лапок простые, без дополнительного зубца; метасомальные тергиты пунктированы. Имеют стройное удлиненное тело с длинными яйцекладами. Препектальный валик отсутствует.

## Классификация
Мировая фауна включает 8 видов, в Палеарктике — 5 видов, в Европе — 1 вид. Фауна России включает 1 вид наездников-ихневмонид этого рода. Один вид известен из Индии, Индонезии и Малайзии; ещё один вид — из Японии и Филиппин.
- Cnastis assimilis (Uchida, 1928)[6]
- Cnastis bulgarica Kolarov, 1996[5]
- Cnastis longicaudis (Baltazar, 1955)[7]
- Cnastis sichuanensis Wang & Gupta, 1995[8]
- Cnastis tinctor Kasparyan & Khalaim, 2007
- Cnastis vittata (Morley, 1913)[9]
- Cnastis vulgaris (Uchida, 1928)
- другие